# Trzesieka
Trzesieka (niem. Streitzig) – część miasta Szczecinka w woj. zachodniopomorskim. Jest położona nad zachodnim brzegiem jeziora Trzesiecko.
Trzesieka została włączona w granice miasta Szczecinek 1 stycznia 2010. Wcześniej miała status wsi w gminie wiejskiej Szczecinek.
Do 1945 r. wieś miała niemiecką nazwę Streitzig. W 1947 r. ustalono urzędowo polską nazwę Trzesieka.